# Aspilota obsoleta
Aspilota obsoleta är en stekelart som beskrevs av Sergey A. Belokobylskij 2007. Aspilota obsoleta ingår i släktet Aspilota och familjen bracksteklar. Inga underarter finns listade.